# Очаков (бронепалубен крайцер, 1902)
Очаков (на руски: Очаков), от 25 март 1907 г. до 31 март 1917 г. – „Кагул“ (на руски: Кагул), от септември 1919 г. – „Генерал Корнилов“ е бронепалубен крайцер от 1-ви ранг на Черноморския флот, екипажът на който през ноември 1905 г. взима активно участие в Севастополското въстание в периода на първата руска революция 1905 – 1907 г. В периода 1919 – 1920 г. е флагмански кораб на Белия Черноморски флот, на който бяга в емиграция П. Н. Врангел. Един от корабите от типа „Богатир“.

## История на строежа
Крайцерът „Очаков“ е поръчан в рамките на държавната корабостроителна програма за 1895 – 1902 г. построен е в Севастопол от Държавната корабостроителница от корабния инженер Николай Иванович Янковски по проекта за крайцер разузнавач на далечни разстояния, разработен от немската корабостроителна фирма „Вулкан“ (AG Vulcan Stettin). Еднотипни кораби – „Богатир“, „Олег“ и „Памят Меркурия“ (до 25.03.1907 – „Кагул“).
- Заложен е на 13 август 1901 г.
- Спуснат на вода на 1 октомври 1902 г.

## История на службата
Крайцерът „Очаков“ влиза в строй през 1902 г.
Крайцерът получава известност след участието си в Севастополското въстание от 1905 г., един от ръководителите на което е лейтенант Пьотр Шмит.
- На 12 ноември 1905 г. – започва въстанието.
- На 15 ноември 1905 г. – Въстанието е потушено с огъня на ескадрата и бреговите батареи. В резултат на обстрела крайцерът получава тежки повреди. Възстановителният ремонт продължава над три години.
- На 25 март 1907 г. е преименуван на „Кагул“ (влизащия в състава на Черноморския флот крайцер „Кагул“ е едновременно преименуван на „Памят Меркурия“).
- Основен ремонт на корпуса и механизмите в Севастополското военно пристанище; артилерията на главния калибър е заменена на 16 – 130-mm.
- На 31 март 1917 г. е възстановено старото му име – „Очаков“.
- На 1 май 1918 г. е пленен от немците и включен в състава на ВМС на Германия в Черно море.
- На 24 ноември 1918 г. е пленен от англо-френските войски. Зачислен е в състава на морските сили на Южна Русия (Бял Юг на Русия).
- През август 1919 г. участва в десантната операция в района на Одеса.
- През септември 1919 г., намирайки се в Одеса, получава името „Генерал Корнилов“.
- На 17 април 1920 г. провежда стрелби по наземни цели.
- На 9 октомври 1920 г. е подложен на бомбова атака от 3 „червени“ летящи лодки „М-9“ в Тендровския залив (уникален случай в гражданската война), атакуващи от различни направления и действащи умело и съгласувано. Чрез маневриране корабът се отклонява от пуснатите авиобомби. При аналогично нападение, на 13 октомври, екипажът с огъня на две 40-mm зенитни оръдия „Викерс“ поврежда един хидросамолет, който извършва принудително кацане във водата (машината е спасена на буксир от катер на „червените“, който пристига навреме), двата други самолета се връщат обратно, без да пуснат своите бомби.[1]
- На 14 ноември 1920 г. напуска Севастопол (над 100 души огняри отказват да напуснат Крим и слизат на брега, което прави плаването много трудно поради възможността да се задействат само половината от котлите) и извършва преход към Бизерта, където на 29 декември 1920 г. е интерниран от френските власти.
- През 1933 г. е предаден за скрап.

## Командири на крайцера
- 1901 – 1904 – В. Н. Юрковски
- 1904 – 1905 – Ф. С. Овод
- октомври – ноември 1905 – С. А. Глизян
- ноември 1905 – И. Е. Улански (и.д.)
- ноември 1905 – А. А. Данилевски (и.д.)
- ноември 1905 – С. П. Частник (въстаници)
- 1905 – 1906 – Ф. Н. Иванов
- ? – М. Ф. Шулц
- 1909 – 1911 – В. А. Гросман
- 1912 – ? – И. С. Денисов
- 1914 – 1916 – С. С. Погуляев
- 1917 – 1918 – А. Е. Максюта (председател на судкома)
- 1918 – В. М. Терентиев
- 1919 – П. П. Остелецки
- 1919 – В. А. Потапиев
- 1919 – 1924 – ?

## Памет
- През 1972 г. в СССР е отпечатана пощенска марка с изображението на крайцера.

## Интересни факти
- Крайцерът „Очаков“ присъства в компютърната игра „Петка 007: Золото Партии“: на него се развива част от събитията на играта.